# New Lucena
New Lucena è una municipalità di quinta classe delle Filippine, situata nella Provincia di Iloilo, nella Regione del Visayas Occidentale.
New Lucena è formata da 21 baranggay:
- Baclayan
- Badiang
- Balabag
- Bilidan
- Bita-og Gaja
- Bololacao
- Burot
- Cabilauan
- Cabugao
- Cagban
- Calumbuyan
- Damires
- Dawis
- General Delgado
- Guinobatan
- Janipa-an Oeste
- Jelicuon Este
- Jelicuon Oeste
- Pasil
- Poblacion
- Wari-wari